# برجراك
برجراك هي بلدة تقع في إقليم دوردونيي جنوب غرب فرنسا.